# لي شوفو
لي شوفو
(بالصينية المبسطة:李书福؛ بالصينية التقليدية: 李書福؛ بينيين: Lǐ Shūfú؛ مواليد 25 يونيو 1963)، رجل أعمال ملياردير صيني، مؤسس ورئيس مجموعة مجموعة تشجيانغ جيلي القابضة، ورئيس مجلس إدارة شركة فولفو للسيارات وأكبر مساهم فردي في شركة دايملر.